# Max Emmerich
Max Philip Emmerich (Indianapolis, Indiana, 1879. június 1. – Indianapolis, Indiana, 1956. június 29.) olimpiai bajnok amerikai atléta, tornász.
Az 1904. évi nyári olimpiai játékokon indult tornában. Három számban vett részt. Egyéni összetettben a 67. helyen végzett, egyéni hármas összetettben pedig a 100. Egyes források az egyéni hármas összetettet vagy hárompróbát a tornához sorolják, de ez 100 yard futást, távolugrást és súlylökést foglalt magában. Ezt a versenyt megnyerte. Az tízpróbát nem fejezte be.